# 瑪麗亞·安農齊亞塔 (兩西西里公主)
波旁-兩西西里的瑪麗亞·安農齊亞塔（義大利語：Maria Annunziata di Borbone-Due Sicilie，1843年3月24日—1871年5月22日），全名瑪麗亞·安農齊亞塔·伊莎貝拉·菲洛梅娜·塞巴西亞（義大利語：Maria Annunziata Isabella Filomena Sebasia）奥地利帝国大公妃和两西西里王国公主。丈夫是奧地利皇帝弗朗茨·约瑟夫一世的弟弟卡爾·路德維希。1862年，瑪麗亞·安農齊亞塔和喪妻的卡爾·路德維希结婚。她婚后育有四名孩子，包括奥匈帝国皇太子弗朗茨·斐迪南大公。